# In the Mist
 (avril 2023).
Si vous disposez d'ouvrages ou d'articles de référence ou si vous connaissez des sites web de qualité traitant du thème abordé ici, merci de compléter l'article en donnant les références utiles à sa vérifiabilité et en les liant à la section « Notes et références ».
In the Mist est un album d'Harold Budd sorti chez Darla en 2011. Il s'agit de son premier album solo depuis Avalon Sutra en 2004.

## Liste des titres
L'album se décline en trois moments :
The Whispers (pistes 1 à 5) :
- 1. Haru Spring
- 2. The Whispers
- 3. The Startled
- 4. The Foundry (for Mika Vainio)
- 5. The Art of Mirrors (after Derek Jarman)

Gunfighters  (pistes 6 à 8) :
- 6. Three-Fingered Jack
- 7. Greek George
- 8. Black Bart

Shadows (pistes 9 à 13) :
- 9. Come Back To Me In Dreams
- 10. Parallel Night
- 11. Sun at 6 Windows
- 12. The Panther of Small Favors
- 13. Mars and the Artist (after Cy Twombly)

Toutes les compositions sont de Harold Budd.